# Мохунов, Георгий Александрович
Георгий Александрович Мохунов (26 апреля 1928, Сорочинский район — 8 апреля 2023, Оренбург) — советский хозяйственный, государственный и политический деятель, Герой Социалистического Труда (1976).

## Биография
Родился 26 апреля 1928 года в селе Богдановка. Член КПСС.
С 1944 года работал в колхозе.
После окончания агрономического факультета Чкаловского сельскохозяйственного института (1950) — главный агроном Краснополянской машинно-тракторной станции (МТС) Александровского района, затем директор Плешановской МТС, начальник инспекции по сельскому хозяйству Александровского района Чкаловской (Оренбургской) области.
В 1959—1962 годах — председатель Александровского райисполкома. В 1962—1964 годах слушатель Высшей партийной школы ЦК КПСС (Москва). В 1964—1965 годах инструктор Оренбургского обкома КПСС. В 1965—1969 годах — второй, а в 1969—1976 годах — первый секретарь Бузулукского горкома КПСС Оренбургской области.
В 1976—1984 годах — первый заместитель председателя Оренбургского облисполкома.
Указом Президиума Верховного Совета СССР от 23 декабря 1976 года присвоено звание Героя Социалистического Труда с вручением ордена Ленина и золотой медали «Серп и Молот». Награждён орденами Ленина (11.12.1973), орденом Трудового Красного Знамени (08.04.1971), двумя орденами «Знак Почета» (11.01.1957, 29.11.1968), медалью «За трудовую доблесть» (22.03.1966), другими медалями.
Делегат XXIV и XXV съездов КПСС.
Избирался депутатом Верховного Совета РСФСР 11-го созыва.
Почётный гражданин города Бузулука.
Жил в Оренбурге. Скончался 8 апреля 2023 года.